# Pancur Batu
Pancur Batu is een bestuurslaag in het regentschap Karo van de provincie Noord-Sumatra, Indonesië. Pancur Batu telt 1523 inwoners (volkstelling 2010).